# سیارک ۲۲۹۹۵
سیارک ۲۲۹۹۵ (به انگلیسی: 22995 Allenjanes، نامگذاری:1999VM67) بیست و دو هزار و نهصد و نود و پنجمین سیارک کشف شده‌است که در ۴ نوامبر ۱۹۹۹ کشف شد.
قدر مطلق سیارک برابر ۱۵.۵ است.